# Elaeagnus angustata
Elaeagnus angustata — вид квіткових рослин з родини маслинкових (Elaeagnaceae). Поширення: Китай (Західний та Південно-західний Сичуань).

## Середовище
Росте вздовж лісових струмків, населяє гірські чагарники; на висотах 2100–3100 метрів.

## Біоморфологічна характеристика
Це листопадний кущ заввишки 2–4 метри. Колючки відсутні або на старих гілочках; молоді гілки зі щільними іржаво-коричневими або темно-коричневими лусками. Ніжка листка іржавого кольору, 3–5 мм; листкова пластинка зверху висохлою зелена або темно-зелена, раннє листя еліптичне, пізнє ланцетне або довгасто-ланцетне, 5–10 × 1.8–3.5 см, знизу зі сріблястими лусками, луски переважно білі, кілька блідо-коричневих, бічні жилки 7–10 з кожного боку середньої жилки, злегка підняті з обох поверхонь, основа округла або злегка тупа, край цілокраїй, злегка хвилястий, верхівка загострена. Квіти по 1–3 у суцвітті. Квітконіжка коричнева, 5–8 мм; плодоніжка світло-біла, 1.5–2.5 см. Квіти пониклі, світло-білі, зовні густо сріблясто-лускаті. Кістянка червона, еліпсоїдна, ≈ 1.4 × 0.5 см. Цвітіння: квітень і травень; плодіння: липень і серпень.